# Der Millionenschatz
Der Millionenschatz (Originaltitel: The Moon-Spinners) ist ein US-amerikanischer Film mit Thrillerelementen von James Neilson aus dem Jahr 1964, der auf der Griechischen Insel Kreta spielt. In den Hauptrollen spielen Hayley Mills, Eli Wallach und Peter McEnery. Der Film basiert auf dem Roman The Moonspinners von Mary Stewart. In den deutschen Kinos lief der Film unter den Titeln „Der Millionenschatz“ und „Der Millionenraub“. Der Film markiert den letzten Filmauftritt von Pola Negri und ist der fünfte von sechs Produktionen von Hayley Mills für Walt Disney.

## Handlung
Mit ihrer Tante unternimmt die junge Britin Nikki Ferris einen Ausflug auf die Insel Kreta. Dort trifft sie auf den verwundeten Mark Camford und wird in der weiteren Handlung in den Juwelraub an der reichen Madame Habib verwickelt.
In der Romanvorlage ist die Protagonistin älter und reist allein.

## Kritiken
„Mit ihrer Nichte sucht eine britische Musikwissenschaftlerin auf Kreta einheimische Volkslieder; statt dessen findet sie einen charmanten Landsmann, der hinter einem griechischen Juwelenräuber her ist. Familiengerechter Reise- und Folklorefilm, etwas blutarm und naiv, mit einem überraschenden Auftritt der Stummfilmdiva Pola Negri als exzentrischer Millionärin. (Videotitel: Moonspinners - Der Millionenraub).“

„Familienfilm der Disney-Produktion, langatmig und in der Gestaltung unzureichend.“